# 秋葉俊和
秋葉 俊和（あきば としかず、1981年12月14日 - ）は、日本の元ラグビー選手。

## プロフィール
- 山形県東村山郡出身。
- ポジションはプロップ(PR)。
- 身長 180cm、体重 110kg
- ニックネームはアキ。
- 関東代表に選ばれたことがある[1]。

## 来歴
高校からラグビーを始めた。
2000年、山形中央高校卒業後、帝京大学に入る。
2004年、帝京大学卒業後、NTT東日本（現・NTTコミュニケーションズシャイニングアークス）に加入。
2017年、現役を引退した。